# 마스호정
마스호정(일본어: 増穂町)은 야마나시현 미나미코마군의 옛 정이다. 2010년 3월 8일, 가지카자와정과 마스호정이 합병해 후지카와정이 성립하였다. 선사·고대로부터 개척해온 마을이다.

## 지리
야마나시 현 중서부에 위치한다.

## 역사
- 1889년 4월 1일 - 정촌제 시행과 함께 마스호 촌, 히라바야시 촌이 성립하였다.
- 1892년 4월 1일 - 마스호 촌으로부터 호즈미 촌이 분립하였다.
- 1951년 4월 3일 - 정으로 승격해 마스호 정이 되었다.
- 1954년 6월 1일 - 히라바야시 촌을 편입하였다.
- 1955년 3월 1일 - 호즈미 촌을 편입하였다.

## 교통

### 도로
- 주부 횡단 자동차도
- 국도 52호선
- 국도 140호선